# Astana PBC
O Astana Presidential Basketball Club (em cazaque:  Астана Президентік баскетбол клубы), é uma agremiação profissional de basquetebol situada na cidade de Astana, Cazaquistão, que disputa atualmente a VTB United League e a Liga Cazaque.

## Temporada por Temporada
| Temporada | Nível | Liga | Pos. | Pós Temporada | Competições Regionais | Competições Regionais | Competições Regionais | Competições Continentais | Competições Continentais |
| --------- | ----- | ---- | ---- | ------------- | --------------------- | --------------------- | --------------------- | ------------------------ | ------------------------ |
| 2008-09   | 1     | LNK  | 1    | Campeão       |                       |                       |                       |                          |                          |
| 2009-10   | 1     | LNK  | 1    | Campeão       |                       |                       |                       | Copa da Ásia             | 2-3 QF                   |
| 2010–11   | 1     | LNK  | 2    | Semifinalista |                       |                       |                       |                          |                          |
| 2011–12   | 1     | LNK  | 1    | Campeão       | Liga Unida            | 7-9                   | TR                    |                          |                          |
| 2012–13   | 1     | LNK  | 1    | Campeão       | Liga Unida            | 10-8                  | TR                    |                          |                          |
| 2013–14   | 1     | LNK  | 1    | Campeão       | Liga Unida            | 8-10                  | TR                    |                          |                          |
| 2014-15   | 1     | LNK  | 1    | Campeão       | Liga Unida            | 13-17                 | TR                    |                          |                          |
| 2015-16   | 1     | LNK  | 2    | Finalista     | Liga Unida            | 7-23                  | TR                    |                          |                          |
| 2016-17   | 1     | LNK  | 1    | Campeão       | Liga Unida            | 24-9                  | TR                    | Copa da Ásia             | 5-2 Terceiro             |